# 2-Metoksi-6-poliprenil-1,4-benzohinol metilaza
2-Metoksi-6-poliprenil-1,4-benzohinol metilaza (EC 2.1.1.201, ubiE (gen, nespecifična)) je enzim sa sistematskim imenom S-adenozil--metionin:2-metoksi-6-sve-trans-poliprenil-1,4-benzohinol 5-C-metiltransferaza. Ovaj enzim katalizuje sledeću hemijsku reakciju
-adenozil--metionin + 2-metoksi-6-sve-trans-poliprenil-1,4-benzohinol {\displaystyle \rightleftharpoons } -adenozil-L-homocistein + 6-metoksi-3-metil-2-sve-trans-poliprenil-1,4-benzohinol
Ovaj enzim učestvuje u biosintezi ubihinona. Ubihinoni iz različitih organizama imaju različite brojeve prenilnih jedinica (na primer, ubihinon-6 kod Saccharomyces, ubihinon-9 kod pacova i ubihinon-10 i ljudi), i stoga prirodni supstrat enzima iz različitih organizama ima različite brojeve prenilnih jedinica. Enzim obično ima nisku specifičnost u pogledu broja prenilnih jedinica. Na primer, kad se COQ5 gen iz Saccharomyces cerevisiae uvede u Escherichia coli, on koriguje respiratornu deficijenciju ubiE mutanta. Bifunkcionalni enzim iz Escherichia coli takođe katalizuje metilaciju demetilmenahinola-8 (ta aktivnost se klasifikuje kao EC 2.1.1.163).

## Literatura
- Nicholas C. Price; Lewis Stevens (1999). Fundamentals of Enzymology: The Cell and Molecular Biology of Catalytic Proteins (Third изд.). USA: Oxford University Press. ISBN 019850229X.
- Eric J. Toone (2006). Advances in Enzymology and Related Areas of Molecular Biology, Protein Evolution (Volume 75 изд.). Wiley-Interscience. ISBN 0471205036.
- Branden C; Tooze J. Introduction to Protein Structure. New York, NY: Garland Publishing. ISBN 0-8153-2305-0.
- Irwin H. Segel. Enzyme Kinetics: Behavior and Analysis of Rapid Equilibrium and Steady-State Enzyme Systems (Book 44 изд.). Wiley Classics Library. ISBN 0471303097.

## Spoljašnje veze
- 2-methoxy-6-polyprenyl-1,4-benzoquinol+methylase на 